# Pernille Bévort
Pernille Bévort (født 13. april 1966 i Lyngby) er en dansk saxofonist, komponist og kapelmester.

## Musikinstrumenter og Uddannelser
Hovedinstrument: tenorsaxofon. Biinstrument: sopransaxofon.
Uddannelse: (1) Rytmisk Musikkonservatorium, København. 1989-93. Lærere Uffe Markussen, Jan zum Vohrde m.fl. (2) BA i Retorik, Københavns Universitet

## Aktiviteter
Efter endt uddannelse har Pernille Bévort været aktiv musiker på den danske jazzscene i mange forskellige ensembler, fra duoer til big bands. Hun medvirkede i April Light Orchestra (Nordisk Kvinde Big Band), under ledelse af Hanne Rømer. Orkestret debuterede i juli 1994. I en årrække fra 1996, og frem til hans død i 2011, medvirkede hun i flere af basunisten Erling Kroners forskellige ensembler (Erling Kroner Dream Quintet, Beijbom-Kroner Big Band, New Music Orchestra).
Fra ca. 2000 og 10 år frem var hun fast medlem i Niels Jørgen Steens Monday Night Big Band, som stadig holder til på Paradise Jazz, Huset KBH, i København. Hun var fast medlem af The Ernie Wilkins Almost Big Band fra ca. 2001 og frem til orkestret blev nedlagt i 2017 og desuden afløser i diverse professionelle big bands (bl.a. The Orchestra, Aarhus Jazz Orchestra og Danmarks Radio Big Band).
Pernille Bévort har, som medvirkende i de forskellige store ensembler, optrådt med blandt andet Richard Bona, John Scofield, Marcio Bahia, Randy Brecker, Tim Hagans og Charlie Watts. I såvel egne som Erling Kroners forskellige orkestre har hun også optrådt med latinamerikanske musikere så som Pablo Ziegler, Dino Saluzzi og Marcelo Nisinman.
Gennem de seneste år har Pernille Bévort spillet en del i Sverige, blandt andet er hun fast medlem af det svenske Monday Night Big Band (Malmø), og hun har ved flere lejligheder turneret med Bohuslän Big Band (Göteborg). Blandt andet var hun i oktober 2017 med dette big band på turne med den internationalt anerkendte og Grammyvindende big band komponist og arrangør Maria Schneider (en). Endvidere er hun en del af det nye danske 13 mand store ensemble Maluba Orchestra, som er ledet af Marilyn Mazur, Fredrik Lundin og Kasper Bai. Maluba debuterede under jazzfestivalen i København 2017.

## Komponist og Kapelmester
Pernille Bévort har komponeret til og ledet egne grupper siden 1995. Hun har til dato (feb. 22) indspillet og udgivet 15 albums i eget navn, som kapelmester/komponist.
Som komponist/kapelmester stod hun i front for Copenhagen Art Ensemble ved komponistforeningen ToneArt’s Biennale i 2005 i Copenhagen Jazzhouse, og hun var udvalgt kapelmester for et internationalt sammensat ensemble ved PORI Jazzfestival I Finland i 2009. Udover dette har hun gennem årene også komponeret til forskellige ToneArt Workshop ensembler – herunder fx saxofonkvartetten United Notions feat. Mazur og tentetten Decagon. I årene fra 2004 til 2008 ledede hun gruppen ”Playground” sammen med pianist Marie Louise Schmidt (Sophisticated Ladies). Hun har derudover spillet og indspillet flere projekter med blandt andet komponist og pianist Signe Bisgaard.
Pernille Bévort har også fået sin musik opført af det specielle ToneArt ensemble ”Moving Circles” (oktet ), samt Jens Christian Jensens (Chappes) BSD+B (big band).

## Priser og nomineringer
- Ben Webster Prisen (2001)
- JASA Prisen - jazzanmeldernes pris - (2003)
- LO’s Kunstnerlegat (2005)
- Arbejdslegater fra Statens Kunstfond, KODA og DJBFA.
- Nomineret til en Danish Music Awards Jazz, Årets Udgivelse, med udgivelsen ’On Fire’ i 2021
- Modtog hæderslegat fra Dansk Kapelmesterforening april 2021
- Optaget i Kraks Blå Bog maj 2021
- Nomineret til Danish Music Awards Jazz, som Årets Komponist, for udgivelsen ’BLIK’ i 2020

## Medlemskab
- Medlem af Statens Kunstfonds legatudvalg for rytmisk musik 2011-2013.
- I flere omgange medlem af komponistforeningen DJBFAs bestyrelse. Senest fra 2015 og til nu (2022).

## Diskografi (komponist/kapelmester)
- “Småt Brændbart”, dogme solo-projekt, special vinyl, BEVORT07, Gateway Music 2022.
- ”Live 2020-2021” med trioen Bévort 3, BEVORTCD06, Gateway Music, 2022.
- ”On Fire” med trioen Bévort 3, BEVORTCD06A, Gateway Music, 2021.
- ”BLIK” med septet Radio Bévort, digitalt album, Gateway Music, 2020.
- “Gopler og andre Urovækkende Fænomener”, dogme solo-projekt, special vinyl, BEVORT05, Gateway Music 2019.
- ”Which Craft?” med oktetten Radio Bévort, BEVORTCD 04, Gateway Music 2016.
- ”Trio Temptations” med trioen Bévort 3, BEVORTCD 03, Gateway Music 2014.
- ”Perfect Organization” med Radio Bévort feat. Marcelo Nisinman, BEVORTCD 0102, Gateway Music 2011 (dobbelt-CD).
- “Playground+1” med kvintetten Bévort-Schmidt, CALI 059, Calibrated 2007.
- “Radio Bévort” med Radio Bévort, Calibrated 029, 2006.
- “Playground” med Bévort-Schmidt live (kvartet), Music Mecca CD 4081-2 2005.
- “My Shop” med Bévorts Special Edition Ensemble, COPECD 088, Cope Records, 2004.
- Who’s Blue?” med Pernille Bévort Sextet, Dragon Records DRCD 360, 2001.
- “Back In Business” med Pernille Bévort Kvartet feat. L. Diers, Storyville STCD 4225, 1998.
- “A Live” med Pernille Bévort Kvartet. Live fra Copenhagen Jazzhouse, Music Mecca CD 2038-2, 1997.

## Diskografi (side-man)
- ”Maluba Orchestra” med Maluba Orchestra, STUCD 19042, 2019
- “New Organ Trio Meets” live at Café Tobaksgaarden, Assens – 2018 Wave/Gateway, 2018.
- “Charlie Watts meets The Danish Radio Big Band” med DR Big Band, live fra DR's Koncertsal, Impulse 2017.
- "Meander" med Signe Bisgaard Ensemble, Finland Records, SB20151, 2015.
- "Playhouse" med Claus Waidtløw and The Orchestra feat. Jeff Ballard, WAIDTLOW 02, Gateway Music, 2015.
- "Akrostik" med Pierette Ensemble, (Bisgaard, Diers, Kjær m.fl.), Gateway Music, 2014.
- "Money" med The Orchestra feat. Tuva Semmingsen, ORCH CD 009, Gateway Music, 2014.
- “I’m The Girl” med Klüvers Big Band live (nu Aarhus Jazz Orchestra), Stunt Records STUCD 10012, 2010.
- “EKNMO B3” med Erling Kroner New Music Orchestra feat. Kjeld Lauritsen, Focus Production FPCD 6025, 2009.
- “Strada Anfosa” med Erling Kroner New Music Orchestra live fra Copenhagen Jazzhouse CALI 075, Calibrated, 2008.
- “Out of This World” med Ernie Wilkins Almost Big Band feat. Bobo Moreno, Stunt Records, STUCD07102, 2007.
- “Tango Jalousie and All That Jazz” med Erling Kroner New Music Orchestra, Calibrated 028, 2006.
- “Kinda Dukish” med Ernie Wilkins Almost Big Band feat. Putte Wickman, Gazell, GAFCD-1084, 2005.
- “Tango For Bad People” med Beijbom Kroner Big Band live fra Jeriko, Malmø, Sweet Silence Records SSCR JAZZ 0402, 2004.
- “Opposites Attract” med Beijbom-Kroner Big Band, FLCCD 162 , Four leaf Clover Records, 1999.
- “Trombonissimo” med Erling Kroner Dream Quintet, Music Mecca CD 3009-2, 1999.
- ”Ahi Va El Negro” med Erling Kroner Dream Quintet, feat. Dino Saluzzi, live fra JAZZPAR Pris Koncert, Storyville STCD 4229, 1998.
- ”Somewhere In Time” med April Light Orchestra, Music Mecca, 1994.

### Videoer
- Bévort 3 trio: https://www.youtube.com/watch?v=UP8blC8tAd4
- Radio Bévort septet: https://www.youtube.com/watch?v=B2AABvy7Toc
- Jazzpar priskoncert live med Erling Kroner og Dino Saluzzi i 1998
- April Light Orchestra live i Stockholm 1999 – Silly’s Walk
- Pernille Bévort og Tim Hagans med Ernie Wilkins Almost Big Band, Estoril, 2006
- Radio Bévort med Nisinman, 2009
- Radio Bévort liveindspilning i The Village, Vanløse, 2016
- Bévort 3 live, Amagerbro Jazz, København, dec. 2017